# Senior Project
Senior Project è un film del 2014 diretto da Nadine Truong.
È una commedia scritta da Jeremy Lin che aveva solamente sedici anni quando completò la sceneggiatura. Il film è basato sulle sue esperienze scolastiche, e parla di cinque ragazzi che devono completare il progetto di tutto un anno scolastico in un unico week end. Una tipica dramedy adolescenziale, con umorismo che ha conquistato il pubblico durante la première ad Hong Kong il 6 giugno 2014. Nel cast appaiono giovanissime stelle televisive, come Meaghan Martin, protagonista dei film di Camp Rock e della popolare serie televisiva di MTV 10 cose che odio di te, ma anche Vanessa Marano di Switched at Birth, Kyle Massey di Cory alla Casa Bianca, Ryan Potter di Supah Ninjas e per finire Sterling Beaumon, Lana McKissack e Margaret Cho.